# Stadio Riviera delle Palme
Das Stadio Riviera delle Palme ist ein Fußballstadion in der italienischen Stadt San Benedetto del Tronto, Region Marken. Die Anlage liegt nur wenige hundert Meter vom Strand der Adria entfernt und ist in städtischem Besitz. Es ist die Heimspielstätte des Fußballclubs SS Sambenedettese. Der Name bezieht sich auf den touristisch erschlossenen Küstenabschnitt Riviera delle Palme, der von der Gemeinde Cupra Marittima bis zur Mündung des Flusses Tronto, unter anderem durch Grottammare und San Benedetto del Tronto führt.

## Geschichte
Die Anlage mit tragender Stahlkonstruktion entstammt einem Entwurf von Architekt Vincenzo Acciarri mit den Ingenieuren Giuseppe Bartolomei, Alessandro Inghilleri und Marco Marchetti. Mitte der 1980er Jahre wurden die Pläne umgesetzt und am 13. August 1985 fand die offizielle Einweihung des Neubaus mit einem Freundschaftsspiel zwischen der SS Sambenedettese und dem AC Mailand (1:1) statt. Zuvor traf Samb am 10. August bei einem Testspiel im Stadion auf Lazio Rom. Anfänglich bot es etwa Platz für 22.000 Besucher. Die Anlage war für eine nötige Erweiterung vorbereitet. Mit der Zeit sank die Zahl durch die Einhaltung der Sicherheitsbestimmungen auf 7494 Sitzplätze. Ab 2010 wurde das Stadio Riviera delle Palme auf rund 14.000 nutzbare Plätze erweitert. Auf die vier Tribünen wurde jeweils ein Oberrang gesetzt. Die vier Ecksäulen aus Beton dienen zum schnelleren Ein- und Auslass der Zuschauer. Auf den Säulen wurden die Flutlichtmasten monliert. Neben der Haupttribüne erhielten die weiteren Tribünen ein Dach. Auf den drei neuen Dächern wurde eine Photovoltaikanlage installiert.
Der Zuschauerrekord stammt vom 11. August 1997, als das Freundschaftsspiel Juventus Turin gegen den FC Bayern München 23.000 Besucher in das Stadion führte.

## Tribünen
Insgesamt können von den rund 22.000 Plätzen im Stadion 13.786 genutzt werden.
- Tribuna Ovest: 4629 Plätze, davon 21 Presseplätze, West
- Tribuna Est Mare: 3928 Plätze, davon 84 behindertengerechte Plätze, Ost
- Curva Nord "Massimo Cioffi": 2639 Plätze, Nord
- Curva Sud: 2590 Plätze, Gästebereich, Süd

## Länderspiele

### Fußball
Frauen
- 30. Apr. 1988:  Italien –  Ungarn 5:1 (Qualifikation zur EM 1989)[5]
- 12. Mai 1999:  Italien –  Norwegen 2:2 (Freundschaftsspiel)[6]
- 16. Sep. 2012:  Italien –  Polen 1:0 (Qualifikation zur EM 2013)[7]

U-21-Männer
- 18. Dez. 1985:  Italien –  Belgien 3:0 (Qualifikation zur EM 1986)
- 17. Jan. 2001:  Italien –  Slowenien 5:0 (Freundschaftsspiel)
- 10. Aug. 2016:  Italien –  Albanien 0:0 (Freundschaftsspiel)

U-19-Junioren
- 14. Dez. 2018:  Italien –  Serbien 0:0 (Freundschaftsspiel)

### Rugby Union
Die italienische Rugby-Union-Nationalmannschaft bestritt im Stadio Riviera delle Palme 2019 ein Länderspiel.
- 17. Aug. 2019:  Italien –  Russland 85:15[8]

## Galerie

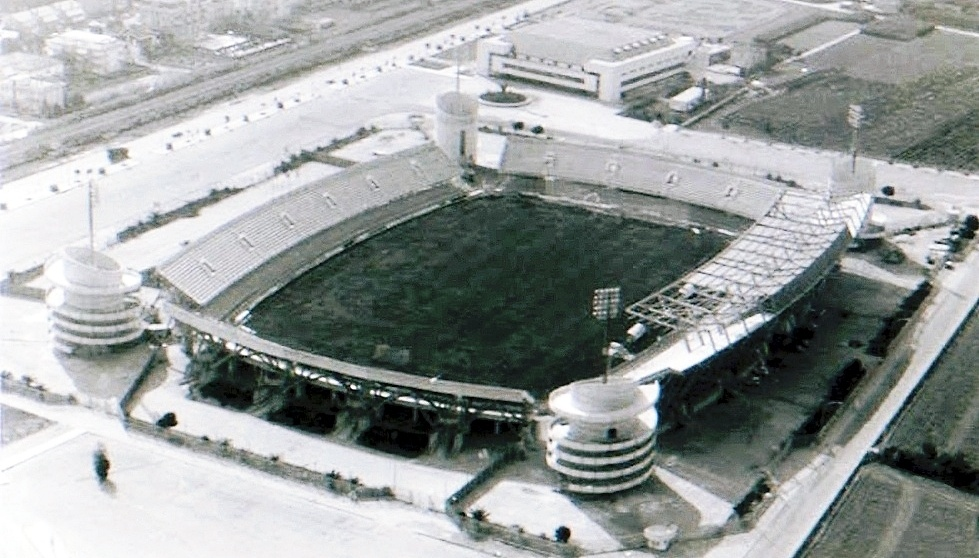
Die Anlage Ende der 1980er Jahre mit dem Ausbau und der Überdachung der Haupttribüne sowie den Ecktürmen
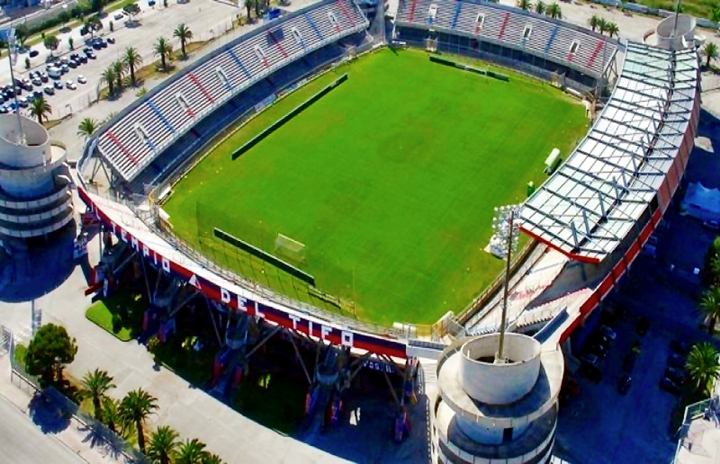
Die Sportstätte vor der Renovierung 2010
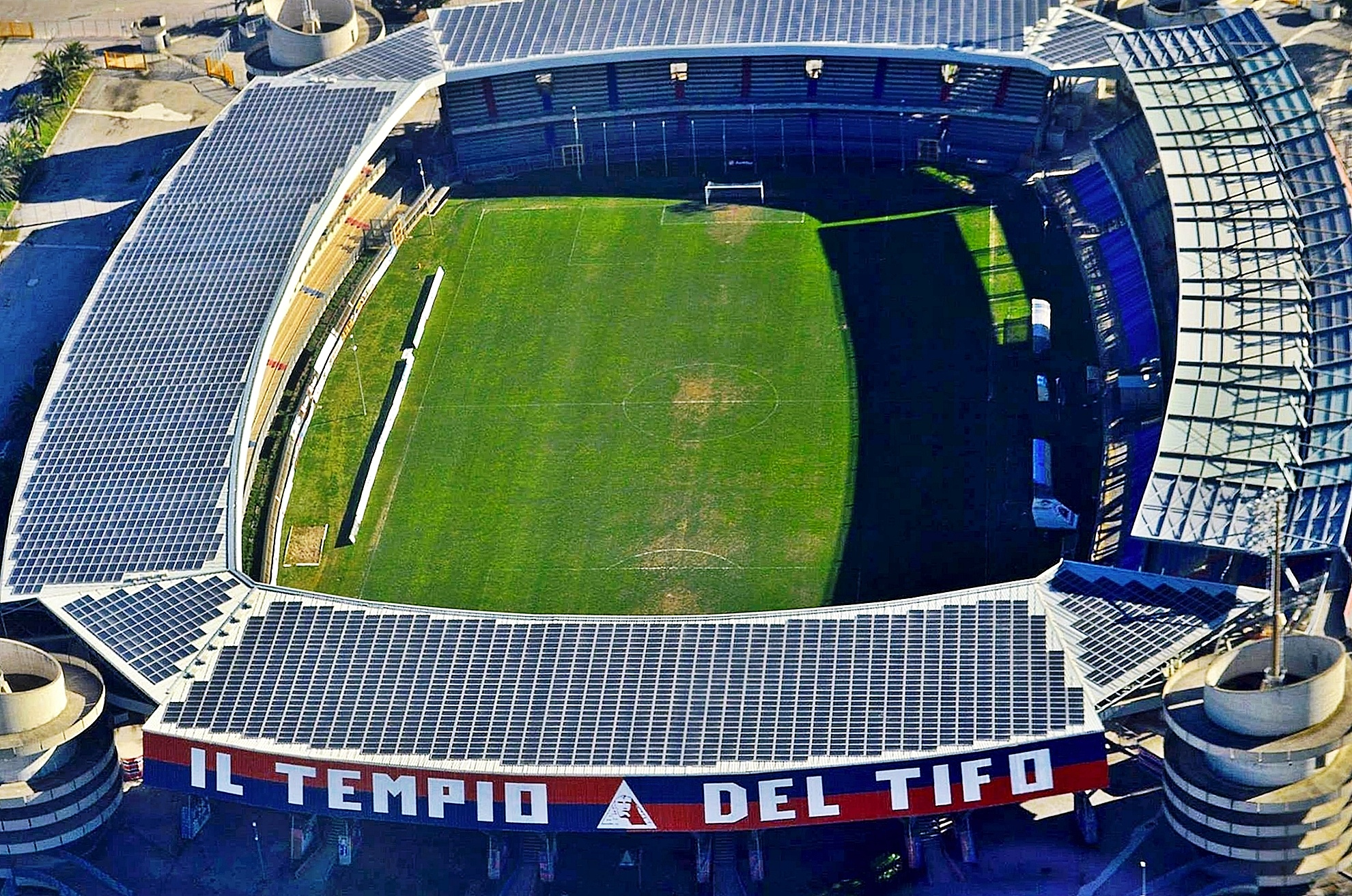
Das Stadion 2016 mit der Photovoltaikanlage auf dem Dach
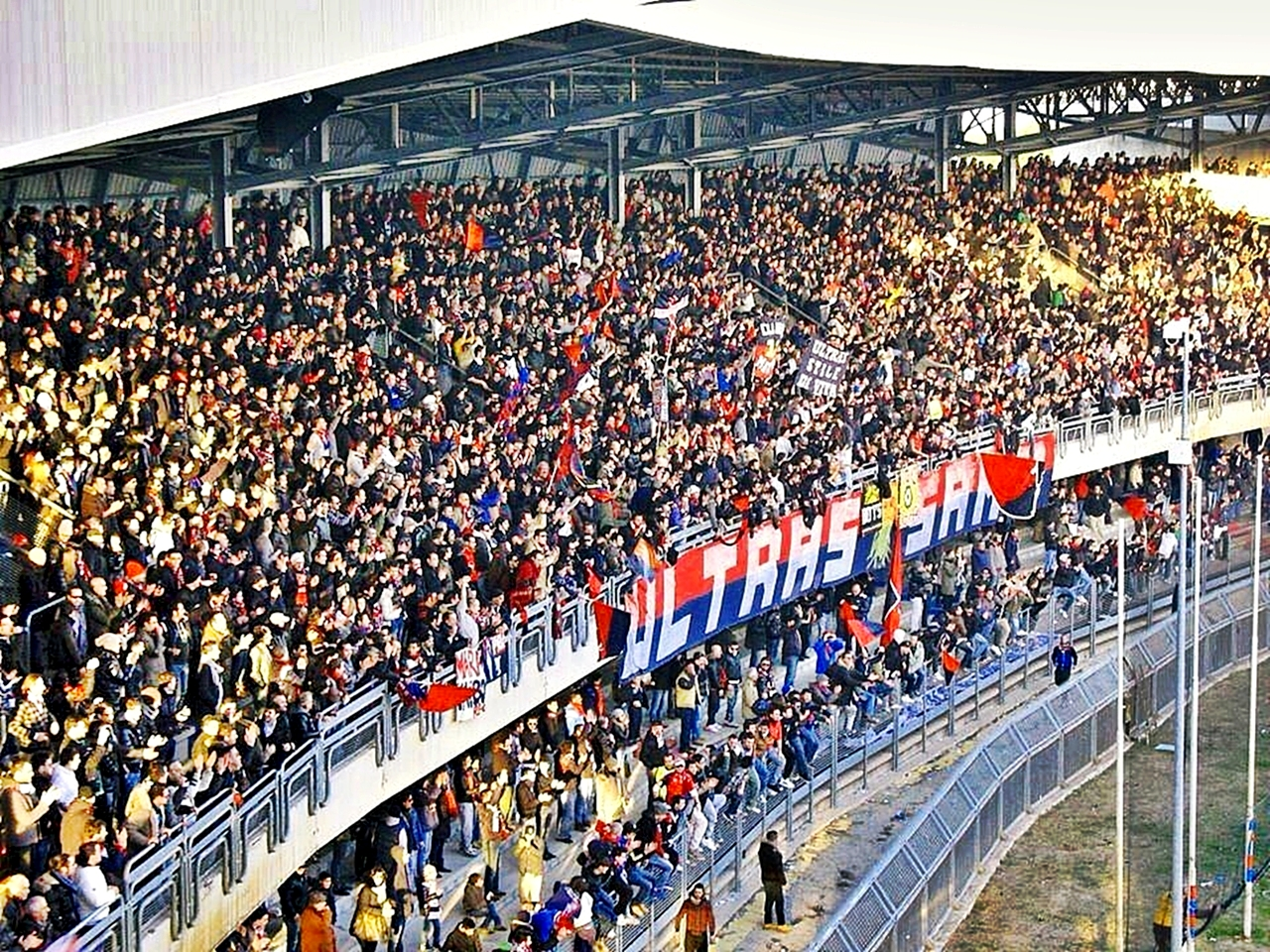
Die Curva Nord Massimo Cioffi mit den Ultras des Vereins
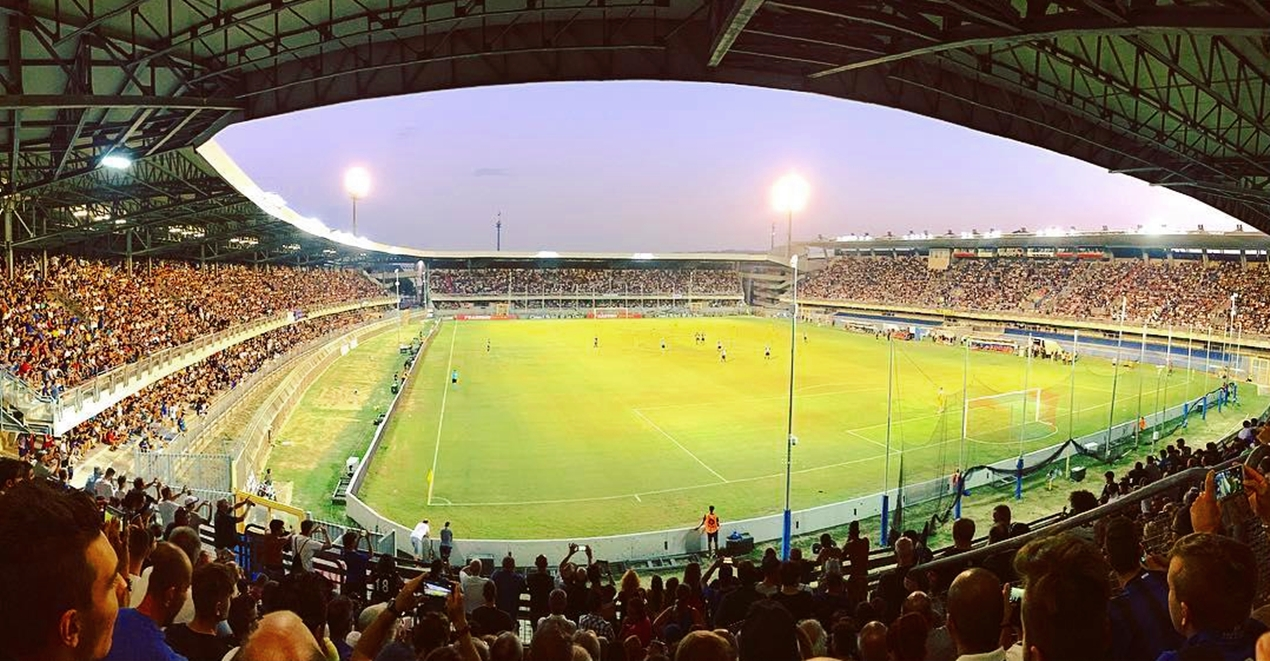
Das Stadio Riviera delle Palme am Abend unter Flutlicht (2018)
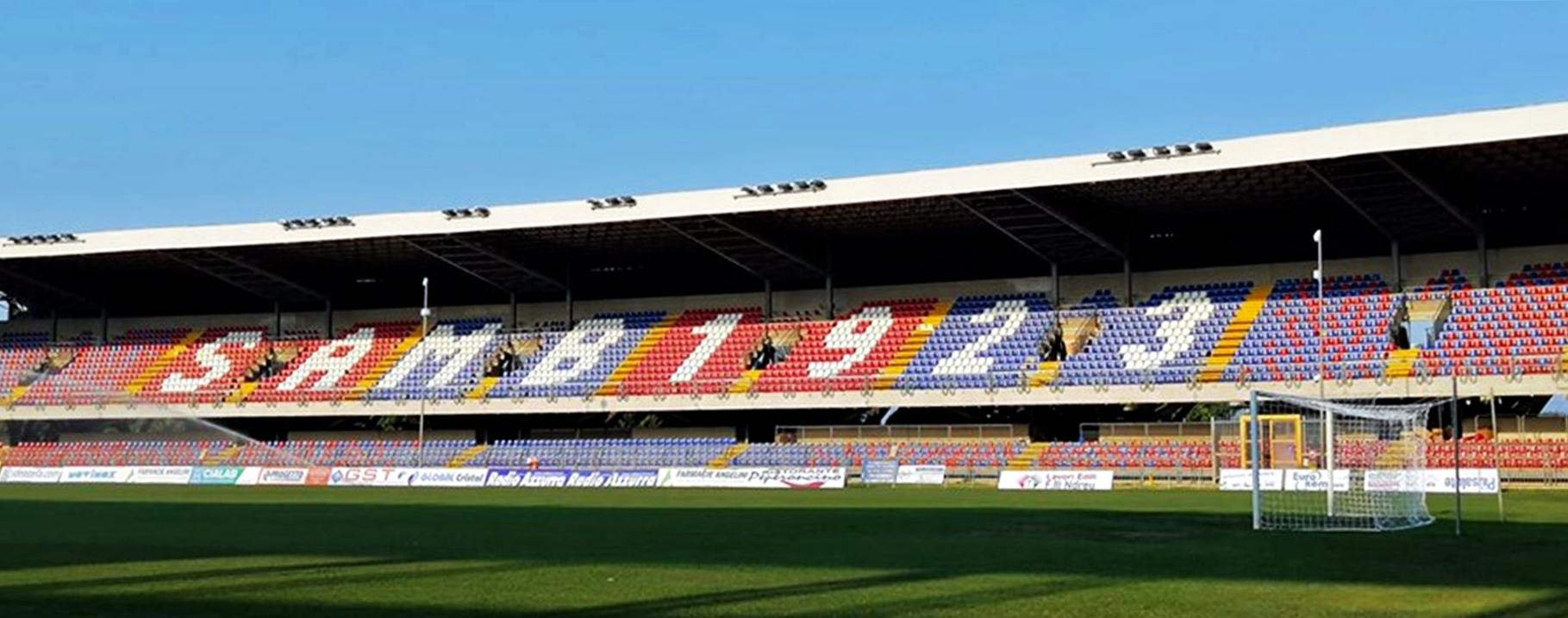
Die Gegentribüne auf der Ostseite (2019)